# Sebastià Coris
Sebastià Coris Cardeñosa (Tosa de Mar, Gerona, 3 de mayo de 1993) es un futbolista español que juega como centrocampista y milita en la U. E. Tossa de la Primera Catalana.

## Biografía
Su carrera deportiva en la cantera del Girona F. C. En 2013 alternaba partidos del Girona Futbol Club B con partido del primer equipo.
El 17 de diciembre de 2013 jugó su primer partido como profesional, entrando casi al final del partido, en la eliminatoria de dieciseisavos de final de la Copa del Rey, perdiendo 1-4 contra el Getafe C. F.
Hizo su debut en la Segunda División el 6 de septiembre de 2014, saliendo desde el banquillo, con victoria por 2-0 en casa contra el C. D. Tenerife.
El 22 de noviembre de 2014 amplió su contrato hasta 2018 y obtuvo un lugar en el primer equipo para la siguiente campaña.
El 30 de junio de 2017 se anunció su cesión por una temporada al Club Atlético Osasuna. Un año más tarde fue cedido al Gimnàstic de Tarragona.
El 31 de enero de 2020 fichó por el Real Oviedo hasta final de temporada. Al término de la misma no continuó en el club y en octubre firmó con el Extremadura U. D. En de marzo de 2021 sufruó la rotura del ligamento cruzado de su rodilla izquierda y tuvo que pasar por el quirófano, lo que le mantuvo alejado de los terrenos de juego hasta la temporada siguiente.
El 10 de febrero de 2022, siendo agente libre, firmó por la U. E. Costa Brava. En julio se fue a la U. E. Olot, donde se retiró al finalizar la temporada 2022-23 por problemas de salud. Entonces se incorporó al cuerpo técnico del juvenil de la U. E. Tossa, club con el que decidió volver a jugar en mayo de 2024.

## Clubes
| Club                            | País   | Año       | Partidos | Goles |
| ------------------------------- | ------ | --------- | -------- | ----- |
| Girona F. C. "B"                | España | 2012-2014 |          |       |
| Girona F. C.                    | España | 2013-2020 | 79       | 1     |
| C. A. Osasuna (cesión)          | España | 2017-2018 | 28       | 2     |
| Gimnàstic de Tarragona (cesión) | España | 2018-2019 | 17       | 0     |
| Real Oviedo                     | España | 2020      | 7        | 0     |
| Extremadura U. D.               | España | 2020-2021 | 20       | 0     |
| U. E. Costa Brava               | España | 2022      | 13       | 0     |
| U. E. Olot                      | España | 2022-2023 | 15       | 1     |
| U. E. Tossa                     | España | 2024-     | 24       | 3     |

Fuentes: BDFutbol - FCF